# Dictenidia pictipennis
Dictenidia pictipennis är en tvåvingeart. Dictenidia pictipennis ingår i släktet Dictenidia och familjen storharkrankar.

## Underarter
Arten delas in i följande underarter:
- D. p. pictipennis
- D. p. fumicosta
- D. p. fasciata